# Absolute Power (serie televisiva)
Absolute Power è una serie televisiva britannica.

## Descrizione
È una situation comedy realizzata dalla BBC, andata in onda prima come sitcom radiofonica su BBC Radio 4 tra il 5 gennaio 2000 e il 26 febbraio 2004, per un totale di quattro serie e ventuno episodi, più uno speciale episodio del 3 novembre 2006. Inoltre, dà il nome a una serie televisiva apparsa su BBC Two tra il 10 novembre 2003 e il 25 agosto 2005, per un totale di 12 episodi.
In Italia è arrivata solo quest'ultima, sul canale BBC Prime del pacchetto Sky.
Protagonisti della serie televisiva sono i due soci dello studio di pubbliche relazioni "Prentiss McCabe", Charles Prentiss (Stephen Fry) e Martin McCabe (John Bird).